# Übersetzer ohne Grenzen
Übersetzer ohne Grenzen (Translators without Borders) ist eine Non-Profit-Organisation mit Sitz in Danbury (Connecticut, USA), die andere humanitäre Organisationen mit Übersetzungen unterstützt. Dabei wird auf ein Netzwerk von freiwilligen Übersetzern zurückgegriffen. Mehr als 3000 Freiwillige beteiligen sich an den Übersetzungen für mindestens 490 Hilfsorganisationen. Die Organisation kann aktuell Übersetzungen zwischen 104 Sprachpaaren anbieten.
Die Vorgängerorganisation wurde 1993 als Traducteurs Sans Frontières von Lori Thicke und Ros Smith-Thomas in Paris gegründet. Grund war eine Übersetzungsanfrage von Ärzte ohne Grenzen. Die Gründer entschlossen sich, der Organisation die Übersetzungen pro bono zur Verfügung zu stellen.
Übersetzer ohne Grenzen wird von der Plattform ProZ.com unterstützt.